# Octave-Joseph de Trazegnies

Blason de la famille de Trazegnies.

Octave-Joseph de Trazegnies (1637-1698), comte de Fléchin, vicomte d'Armuyden, lieutenant-colonel de cavalerie, 4e fils de Gillion-Othon Ier, et de Jacqueline de Lalaing (1637-1696), il épouse Marie-Anne de Wissocq , fille unique, et héritière de Gabriel, seigneur de Bomy, La Couture, Rely, Marest, Agronsart, Norrent, etc. Grand veneur de la comté de Saint-Pol, et de Marie de Hennin-Liétard-Fosseux. 

## Armes
bandé d'or et d'azur de six pièces, à l'ombre de lion de sable, brochant sur le tout, à la bordure engrêlée de gueules

## Devise
- « Tan que vive »[1]

## Généalogie
Il est le quatrième fils de 
- Gillion-Othon Ier

Il est le frère de
- Eugène-François de Trazegnies

De son union avec Anne-Françoise de Wissocq  ils eurent 14 enfants, dont
- Philippe-Ignace